# Forcipomyia punctumalbum
Forcipomyia punctumalbum är en tvåvingeart som först beskrevs av Jean-Jacques Kieffer 1917.  Forcipomyia punctumalbum ingår i släktet Forcipomyia och familjen svidknott. Inga underarter finns listade i Catalogue of Life.